# Shimazu Yoshihiro

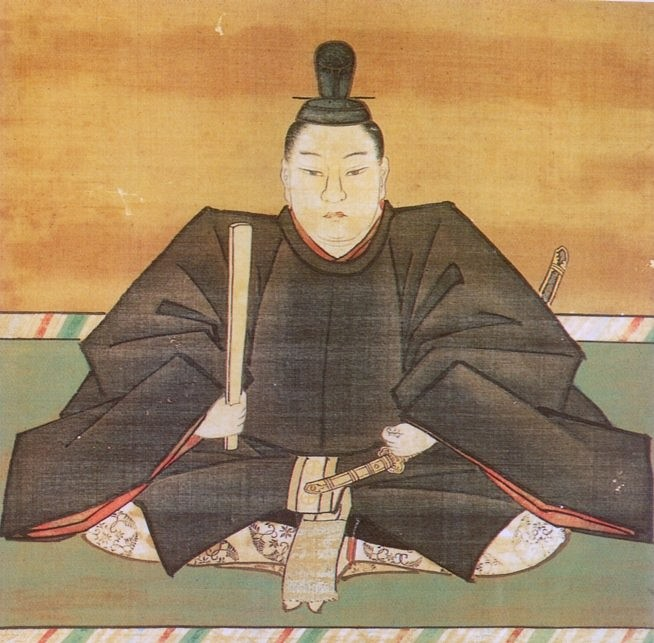
Shimazu Yoshihiro

Shimazu Yoshihiro (Japans: 島津 義弘) (21 augustus 1535 – 30 augustus 1619) was de tweede zoon van Shimazu Takahisa en jongste broer van toenmalige 16de familiehoofd Shimazu Yoshihisa. Hij speelde een belangrijke militaire rol in de unificatie en uitbreiding van Japan, en de Shimazu-clan tijdens de Sengoku-periode.

## Yoshihiro in de Shimazu-clan
De Shimazu-clan waren heersers van het Satsuma van de 12de eeuw tot de 19de eeuw. Ze beschikten over macht, aanzien en semi-autonomie van dit gebied.
Yoshihiro was de tweede zoon van Shimazu Takahisa. Hij toonde vanaf jonge leeftijd veel potentieel en was generaal in vele van de militaire campagnes van zijn broer en Daimyo Shimazu Yoshihisa. Aanvankelijk werd er aangenomen dat hij het 17de familiehoofd van de Shimazu-clan was maar tegenwoordig wordt er verondersteld dat hij Yoshihisa zijn positie als Daimyo liet behouden. Wel kreeg hij in 1587 van Hideyoshi het Osumi domein toegewezen na afloop van de Kyushu-veldslagen.
Hij stond bekend als een bekwaam leider. Yoshihiro en zijn troepen hadden de bijnaam “Oni-Shimazu” door overwinningen waarbij Yoshihiro zwaar benadeeld was.
Yoshihiro was ook een boeddhist. Het is niet geweten wie zijn vrouw was, maar hij had wel een zoon die later het 18de familiehoofd zou worden: Shimazu Tadatsune.

## Slag bij Kizaki (1572)
De Slag bij Kizaki vond plaats in juni 1572 en was een veldslag tussen het leger van de vader van Yoshihiro, Shimazu Takahisa en Ito Yoshisuke. Yoshihiro was de legercommandant.
De Ito-clan versterkte zijn positie in de zuidelijke Hyuga en drong binnen op het terrein van de Shimazu-clan.
In 1572 vond er een hevig gevecht plaats in de Kizakihara vlakte en versloegen de Shimazu-clan hun tegenstanders met een ratio van 10 op 1. De Shimazu-clan had slechts 300 man ingezet en versloeg een leger van 3000 man. Yoshihiro slaagde erin om de indruk te geven dat de Shimazu-clan een veel groter aantal mankrachten had, waardoor de Ito-clan zich terugtrok en later een nacht belegering probeerde uit te voeren op een fort van Yoshihiro. Deze belegering mislukte en de Ito troepen trokken zich terug, waarna ze werden achtervolgd en definitief verslagen door de troepen van Yoshihiro.
Door deze overwinning werd duidelijk dat Yoshihiro een geprezen generaal was en kon de Shimazu-clan hun positie in het noorden versterken en uitbreiden.

## Kyushu-veldslagen (1586-1587)

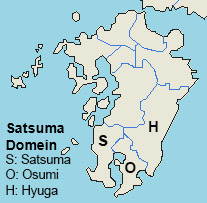
Kaart van het Satsuma Domein in 1550

### Achtergrond
De Shimazu-clan bevond zich in zuidelijk Kyushu in het Satsuma domein en was een van de machtigste feodale landen in de Tokugawa periode.
Onder leiding van Shimazu Takahisa en zijn zonen Yoshihisa en Yoshihiro begonnen de Shimazu-clan in 1550 zijn invloedssfeer uit te breiden. Satsuma, Osumi en Hyuga waren al veroverd en in 1586 vestigde de Shimazu-clan de aandacht op het noordelijke deel van Kyushu, de Bungo regio. Yoshihiro viel de regio binnen vanuit de Higo provincie samen met zijn broers Yoshihisa en halfbroer Iehisa. De Otomo-clan in die regio werd aangevallen en overmeesterd.
De Shimazu-clan beschikte nu over een grote invloedssfeer in zowel zuidelijk als noordelijk Kyushu, maar zaten echter in een financieel dieptepunt. Op dat moment vestigde Toyotomi Hideyoshi zich op Kyushu en vooraleer de Shimazu-clan heel het Kyushu eiland kon bezitten keerden hun overwinningen in nederlagen.

### Yoshihiro tijdens de Kyushu-veldslagen van Toyotomi Hideyoshi
Tijdens de Kyushu-veldslagen is de macht van de Shimazu-clan ingeperkt door Hideyoshi, wie Japan wilde domineren en zijn aandacht vestigde op Kyushu. Tijdens de Slag bij Takajo werden de Shimazu in de Hyuga provincie ingeperkt en moesten ze terugtrekken naar Satsuma.
Tijdens de slag op Kagoshima gaf de Shimazu-clan zich over. Yoshihiro was aanvankelijk tegen de overgave en wilde oorlog, maar na herhaaldelijk vragen van zijn broer en toenmalig Shimazu hoofd, Yoshihisa, gaf hij uiteindelijk toe en stemde hij in met de overgave.

### Afloop
Hideyoshi had de macht om de Shimazu-clan te onteigenen van hun grondgebied, maar toonde vrijgevigheid. Hij verkleinde hun domein van invloed maar liet de Shimazu hun status behouden. Yoshihisa kreeg eigendom over Satsuma, en Yoshihiro kreeg het Osumi domein toegewezen.
Desondanks deze inperkingen bleef de Shimazu-clan een van de machtigste clans in het archipel.

## Japanse invasies van Korea (1592-1598)

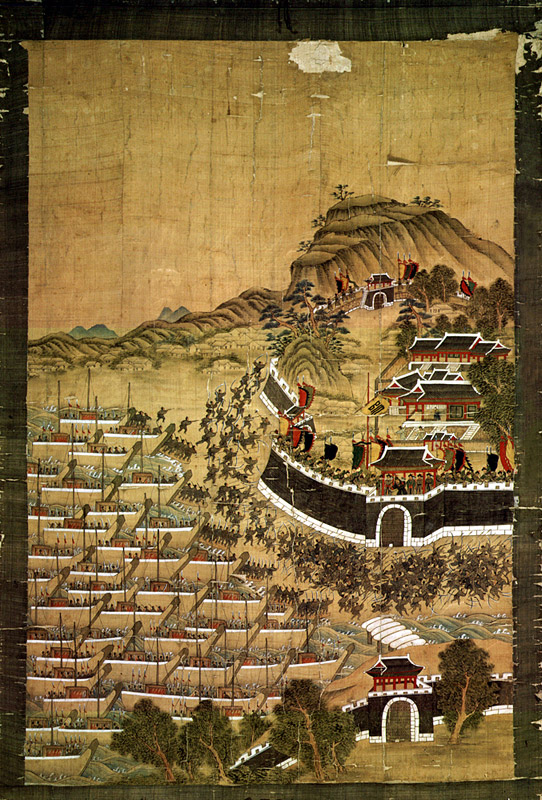
De Japanners landen bij Busan

Na de Kyushu-veldslagen gebruikte Hideyoshi het gebied van de Shimazu-clan om Korea binnen te dringen. Yoshihiro was een gedreven generaal die onder Hideyoshi zowel in 1592 en 1597 Korea binnenviel en succesvol een aantal oorlogen voerde.

### Eerste invasiegolf (1592–1593)
Yoshihisa leidde de eerste invasiegolf met 10 000 mankrachten in de 4de divisie tijdens de Gangwon campagne.

### Slag bij Sacheon (1598)
Bij de Slag bij Sacheon waren de Japanse troepen onder leiding van Yoshihiro zwaar in de minderheid, maar behaalde de overwinning.

#### Achtergrond
Sacheon is een natuurlijke havenplaats gelegen aan de zuidkust van Korea. Yoshihiro kwam er samen met zijn zoon, Tadatsune Shimazu, in 1597 en bouwde er een fort in Japanse stijl boven op een verouderd Koreaans fort. Hij bouwde ook een groter fort aan de haven met een binnenmuur die omsingeld was door een gracht. Tijdens hoogtij konden schepen de gracht binnenvaren vanuit de zee. De buitenmuur was groter en had meerdere torens en verstevigde poorten.

#### Aanval
Yoshihiro’s zoon, Tadatsune wilde een indirecte aanval uitvoeren, maar Yoshihiro verbood dit en verkoos te wachten tot de aanvallers dichter bij de kasteelmuren waren.  Toen 2 Japanners overleden door Chinese boogschutters wilde Tadatsune opnieuw de aanval aangaan, maar Yoshihiro verkoos weer om te wachten, een beslissing die later zou zorgen voor de overwinning.
De Chinezen probeerde met een combinatie van een slagboom en kanonnen de poort van de buitenmuur open te krijgen. Uiteindelijk lukte dit waardoor een duizendtal Chinese soldaten de binnenmuur probeerden op te klimmen. Yoshihiro gaf het order om een geweervuur te openen en de Chinese soldaten neer te schieten.
De Japanners konden de belegering, desondanks in de minderheid te zijn, weerstaan omdat er net op  dat moment een buskruit explosie plaatsvond in het Chinese leger. Japanse bronnen beweren dat ze het kanon waarmee de Chinezen de buitenpoort hebben vernietigd hebben kunnen vernietigen, en het buskruit hiervan zou vuur hebben gevat. Chinese bronnen beweren dat het buskruit toevallig vuur vatte. De ontploffing verstrooide de Chinezen en op dat moment bestormden en versloegen de Japanners hun voor goed.

#### Afloop
De Chinezen en Koreanen verloren het gevecht, wat vandaag de dag herdenkt wordt door een grote grafheuvel aan Sacheon. Ruim 30.000 man sneuvelde in het gevecht. De echte overwinning kwam echter kort daarna, want China bleef zijn offensief tegen Hideyoshi zijn campagne inzetten en even later moesten de Shimazu zich uit de Sacheon haven terugtrekken, en lieten het lege fort achter voor de Chinezen.
De Sacheon-veldslagen zijn berucht voor het feit dat Japanners de neuzen van gesneuvelde Koreanen naar Japan opstuurden, geconserveerd in pekel als een soort van beloning voor het thuisland. Yoshihiro stuurde het  grootste aantal neuzen op, een lading van maar liefst 30.000.

### Slag bij Noryang (1598)
De Slag bij Noryang was het laatste grote gevecht tijdens de Korea invasies van Japan. Deze slag vond plaats in 1598 en resulteerde in een nederlaag voor het leger waar Yoshihiro de commandant was. Deze oorlog betekende het einde van de Korea invasies en definitieve terugtrekking van Japan uit Korea.

#### Achtergrond
Japanse legertroepen moesten zich wegens tegenslagen teruggedreven naar de zuidoost Koreaanse kust. De Japanse forten aan deze kuststrook hadden niet genoeg capaciteit voor het hele Japanse leger dus nam Hideyoshi Toyotomi in juni 1598 het besluit om terug te trekken naar het archipel.
3 maanden later stierf Hideyoshi onverwacht, en werden de troepen gevraagd terug te trekken naar Japan door de Go-tairo. Door de aanwezigheid van Koreaanse schepen op de zee konden ze echter niet terugtrekken en bleven ze in de relatieve veiligheid van hun kastelen.

#### Terugtrekking van Yoshihiro
Yoshihiro wilde met zijn leger Noryang Strait oversteken, samenvoegen met het leger van Konishi Yukinaga in het Westen en samen terug trekken naar Busan.
Ze werden aangevallen door Chinese en Koreaanse troepen die superieure marine technologie had. Er wordt gezegd dat het schip van Yoshihiro zonk en dat hij werd gered door een Japans schip nadat hij aan een stuk hout in het water dreef. Ruim 13,000 Japanners stierven, terwijl door hun superieure maritieme kracht de Chinese kant 500 slachtoffers had, waaronder wel de Chinese leider Yi Sun-sin.
De Japanners weerstonden de zware nederlaag en Yoshihiro kon samen met ongeveer 200 van de 500 schepen Busan bereiken, waarna ze zich op 21 december definitief terugtrekken naar Japan. Dit betekende het einde van een 7-jarige oorlog.

### Invloed op Satsuma porselein
Satsuma porselein was porselein gemaakt in de Satsuma regio voor theeceremonies. Deze pottenbakkerij was ontwikkeld door Koreaanse pottenbakkers in 1597-1598 op het einde van de invasie van Korea van Toyotomi Hideyoshi. Yoshihiro bracht deze Koreaanse pottenbakkers als krijgsgevangenen naar Naeshirogawa in Satsuma en dwong ze tot pottenbakkerij. Dit spoorde de ontwikkeling van Satsuma porselein en het tot voordien de onbestaande keramiekindustrie van Kyushu.

## Slag bij Sekigahara (1600)
Tijdens de Slag bij Sekigahara bevond Yoshihiro zich met een leger in het westen en werd verwacht te vechten onder Ishida Mitsunari tegen Ieyasu maar negeerde echter de bevelen van Ishida omdat dit volgens hem geen gerespecteerde commandant was. Het is niet geweten of dit bij Yoshihiro het geval was, maar Ieyasu had contact met Daimyo in het westen en beloofde hen land en zachtaardigheid moesten ze van kant wisselen.
Op de dag van het gevecht hield hij zijn positie aan en liet zijn leger, dat uit 1500 man bestond, niet meevechten. Nadat het leger van Mitsunari de geest gaf vond Yoshihiro zich tussen 30 000 man van Ieyasu.
Yoshihiro wilde eerst het leger aanvallen, maar zijn neef Shimazu Toyohisa beval hem om zo een nutteloze aanval niet te laten doorgaan. Hierdoor besloot Yoshihiro terug te trekken door een Sutegamari uit te voeren, terugtrekken door zich een weg te banen naar een uitgang, door het leger van Ieyasu, al proberende zo weinig mogelijk mankrachten op te offeren.
Het grotendeel van het leger stierf, alsook Shimazu Toyohisa, de neef van Yoshihiro.
Yoshihiro trad na de oorlog af en zijn zoon, Shimazu Tadatsune volgde hem op. Yoshihiro had nog altijd een zekere invloedspositie als vader van Tadatsune en dit zou nog een rol spelen in de Ryukyu invasie enkele jaren later.

## Invasie van Ryukyu (1609)
De Shimazu-clan en Toyotomi Hideyoshi verzochten vaak de hulp, alsook tributen van het Ryukyu koninkrijk. Vele communicaties van de Shimazu werden echter ook genegeerd, waardoor Ryukyu in 1609 werd binnengevallen. De Shimazu claimden dat dit een bestraffingsmissie was. Japan had al langer het Ryukyu koninkrijk op het oog voor uitbreiding, en dit was het ideale excuus.

### Achtergrond
Wanneer Yoshihiro een bezoek bracht aan Hideyoshi in augustus 1588 drukte Hideyoshi uit dat hij wilde dat het Ryukyu koninkrijk zich onderwierp aan Japan.
In 1590 stuurde Hideyoshi de boodschap om de Ryukyu koninkrijk een tribuut te laten betalen, of dat ze anders een bestraffingsmissie zouden uitvoeren. Ze stuurden wederom een reeks giften terug met de vraag naar vrede. Yoshihiro bracht deze giften naar Hideyoshi in Edo.
In Oktober 1591 schreef Yoshihiro een brief in naam van Hideyoshi naar Sho Nei, de koning van het Ryukyu  koninkrijk, waarin hij zei dat Hideyoshi van plan was om Korea aan te vallen. Ryukyu moest van Yoshihiro voor 10 maanden lang voedsel voor 7000 soldaten voorzien. Het Ryukyu koninkrijk ging niet op dit verzoek in, waarna Hideyoshi zelf een brief stuurde en dreigde met een bestraffingsmissie indien ze geen voedsel opstuurde. Uiteindelijk stuurde Sho Nei de helft van de gevraagde provisies. De andere helft werd voorgeschoten door Satsuma, welke de Ryukyu beviel om hun na afloop van de oorlog terug te betalen. Deze “lening” werd later aangehaald toen de Satsuma in 1609 toch een bestraffingsmissie uitvoerde.

### Yoshihiro tijdens de Ryukyu invasie
Op 1 april 1606 hoorde Tadatsune van Yoshihiro dat sommigen zich tegen het oorlogsplan verzette. Yoshihiro wilde echter dat het doorging, want de Satsuma-clan zat in geldnood. Het Ryukyu  koninkrijk veroveren zou terug een handelsroute openen tussen China en Japan, welke onderbroken was door de oorlogen in Korea de jaren voordien. Zijn argumenten en meermaals verzoeken hadden uiteindelijk gehoor bij de toenmalige Shogun, Tokugawa Ieyasu en de toestemming werd gegeven om in 1609 de Ryukyu invasie te starten.
Na de oorlog werd Ryukyu  een vazal van Satsuma en kreeg de zoon van Yoshihiro, de toenmalige Daimyo, het recht van heerschappij hierover. In 1879 zou het koninkrijk een volledige annexatie door Japan meemaken en gekend staan als de Okinawa prefectuur.

## Overlijden
Yoshihiro overleed op 30 augustus 1619 en werd 84 jaar. De doodsoorzaak is onbekend.

## Yoshihiro in populaire media
- In de tijd van Yoshihiro heerste er het bijgeloof dat je aan de pupillen van kattenogen de tijd kon aflezen. De ogen van katten zijn gevoeliger voor zonlicht dan mensen, en ook de dilatie van de pupillen is hierdoor groter. Yoshihiro nam tijdens zijn militaire carrière onder Hideyoshi 7 katten mee, waarvan er 2 de reis terug naar Japan overleefden. Deze katten worden vandaag vergoddelijkt in de Sengan-en tuin in de Nekogami Jinja[6] in Kagoshima. Hier staat eveneens een replica van de uitrusting van Yoshihiro ten toon.
- Yoshihiro is een speelbaar personage in het Pokémon Conquest videospel, alsook een personage in de Samurai Warriors.